# 도요오카촌 (사이타마현)
도요오카촌(豊岡村)은 사이타마현 나카카쓰시카군·기타카쓰시카군에 설치되었던 촌이다. 현재의 삿테시, 스기토정에 해당한다.